# Livinus van Gent
Livinus van Gent, ook Sint-Lieven genaamd (Ierland, ca 580 - Sint-Lievens-Houtem, 12 november 657), zou een apostel van Vlaanderen en Brabant zijn geweest en is heilig verklaard. Zijn naamdag wordt gevierd op 12 november.
De H. Livinus wordt in de stad Gent gevierd als hoogfeest (patroon van de stad). Als dit samenvalt met een zondag heeft dit voorrang op de zondagsliturgie.

## Leven en legende
Volgens een onbetrouwbare hagiografie, die aan Bonifatius is toegeschreven, werd Livinus omstreeks 580 geboren uit een nobel Iers geslacht. Na een vrome jeugd reisde hij naar Engeland, waar hij Augustinus van Canterbury bezocht. Vervolgens ging hij terug naar zijn geboorteland om zijn studies te voltooien. Hij werd tot priester en vervolgens tot bisschop gewijd. Zoals zoveel andere geestelijken uit Ierland, Schotland en Engeland voelde hij zich geroepen tot de peregrinatio Domini, de godsreis. Hij verliet Ierland en vertrok naar Gent en Zeeland om daar het christendom te preken. Daar vertoefde hij in het Coenobium Ganda (Gent) en ging er bidden op het graf van Sint-Bavo, die nog maar kort tevoren "in een geur van heiligheid" was gestorven. Daarna ging hij als missionaris naar het land van Aalst en de streek tussen Gent en Ninove.
De heiligenlegende verhaalt verder dat Livinus op een van zijn missies aangevallen werd door een bezetene. De geestelijke sloeg de aanval af en beval de duivel om de arme man los te laten. Die lag als dood op de grond, tot hij weer recht kwam en zijn redder kon bedanken. In een ander verhaal geneest en doopt de wonderdoener de dertien jaar blinde knaap Ingelbert, de zoon van Crapahilde.
Terwijl hij aan het preken was op reeds hoge leeftijd, zou Livinus in het jaar 657 in Esse (Sint-Lievens-Esse) zijn aangevallen door een groep heidenen, die zijn tong uitrukten en hem het hoofd afsloegen. Ook zijn volgelingen Ingelbert en Crapahilde zouden gedood zijn. Livinus zou vervolgens in Houtem begraven zijn.
Livinus zou in 842 zijn heilig verklaard door middel van een elevatio (verheffing van het gebeente). Zijn gebeente zou in 1007 van Houtem naar Gent zijn overgebracht, waar het in 1578 verloren ging bij de Tweede Beeldenstorm.

## Kritische noot
Volgens modern historisch onderzoek zou Livinus een fictief persoon zijn. Zijn hagiografie zou gebaseerd zijn op de Saksenapostel Lebuinus van Deventer. Om de concurrentie met de naburige Sint-Pietersabdij aan te kunnen zou in de 10e of 11e eeuw zijn veronderstelde reliek naar Sint-Baafs overgebracht zijn.

## Nalatenschap
In Vlaanderen was de voornaam Lieven populair, wat gezien kan worden als de voornaamste erfenis van Sint-Lieven.

### Kunstwerken
De marteldood van Livinus was in de 17e eeuw enkele malen het onderwerp van monumentale schilderingen. Het bekendst is het schilderij Het martelaarschap van Sint-Livinus uit 1633 van Peter Paul Rubens in de Koninklijke Musea voor Schone Kunsten van België in Brussel.
In Sint-Lievens-Esse bevindt zich de Lievensbron met een beeld van de heilige. In Elverdinge bevindt zich een reliëf waarop Livinus met zijn afgeslagen hoofd in zijn handen wegloopt.
De schedel van Livinus bevindt zich in een verguld zilveren reliekhouder in de schatkamer van de Sint-Servaasbasiliek in Maastricht. De relieken en reliekhouders in de Gentse Sint-Baafskathedraal zijn in 1578 verloren gegaan. Wel bezit deze kerk het 9e-eeuwse Livinus-evangelarium, dat gezien de datering echter weinig met Livinus te maken kan hebben. Het kostbare boek wordt eenmaal per jaar uitgestald in de Sint-Lievenskapel van de kathedraal.

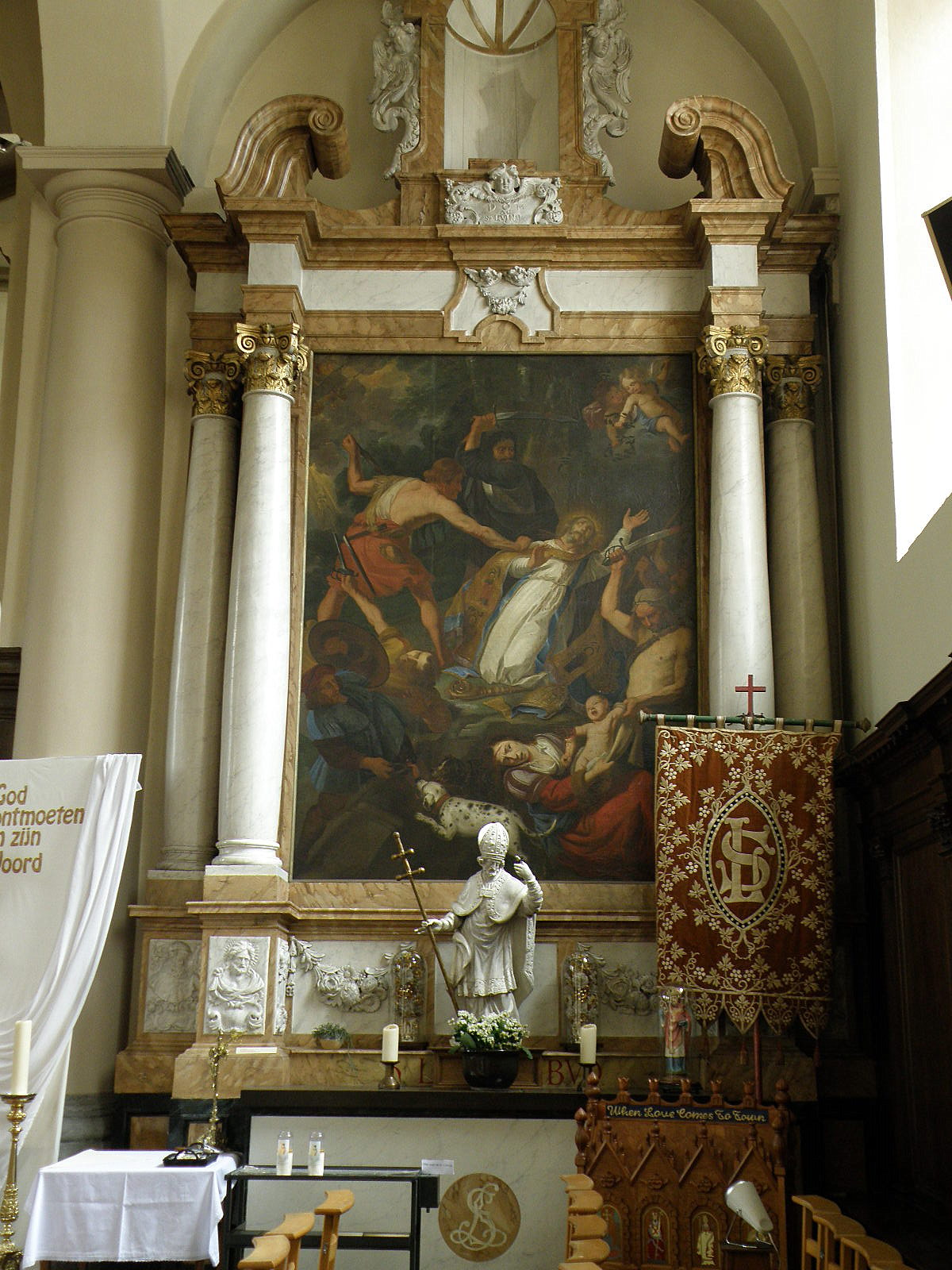
Marteldood van de H. Livinus, St-Michielskerk, Sint-Lievens-Houtem
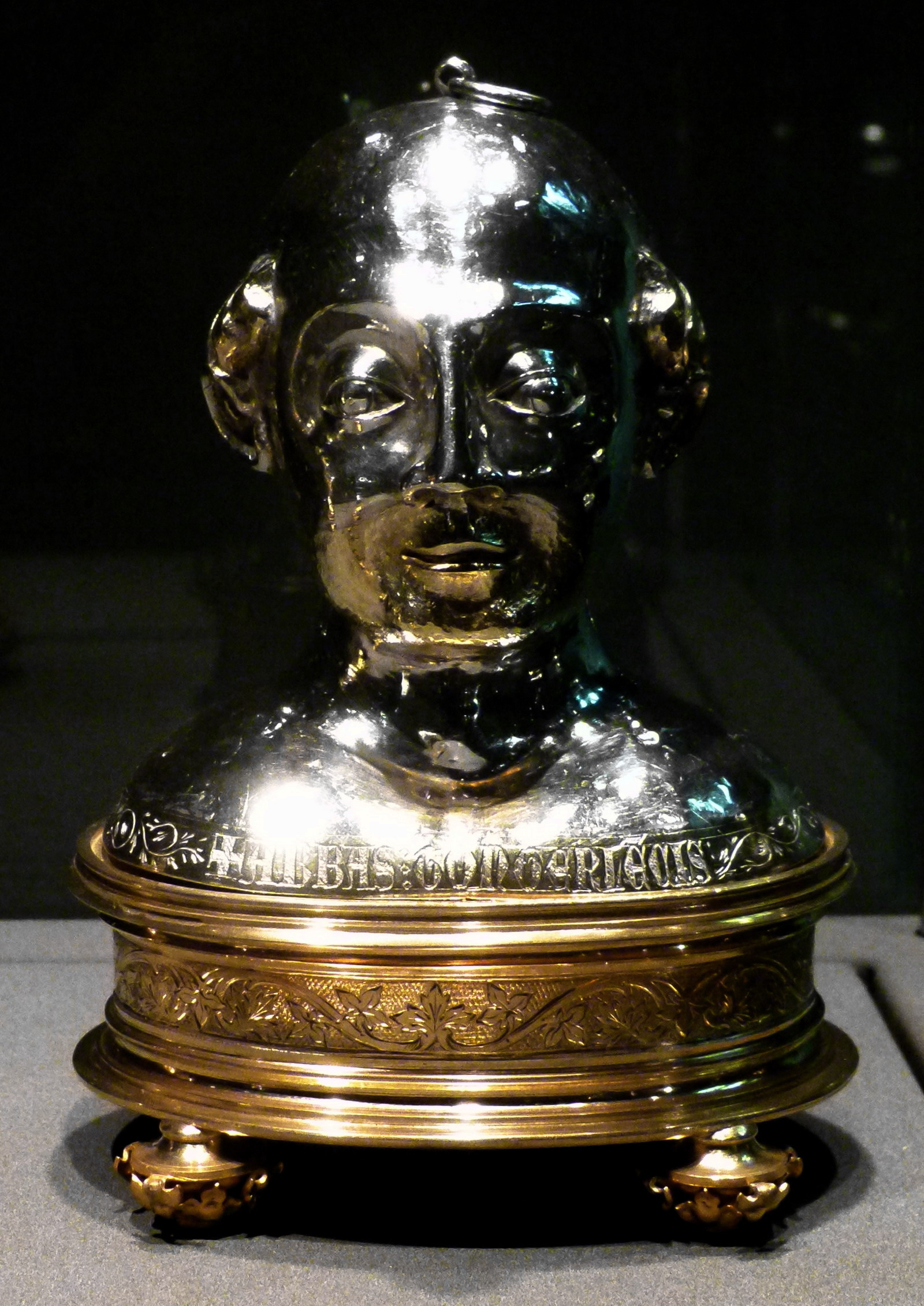
Reliekbuste, St-Servaasbasiliek, Maastricht
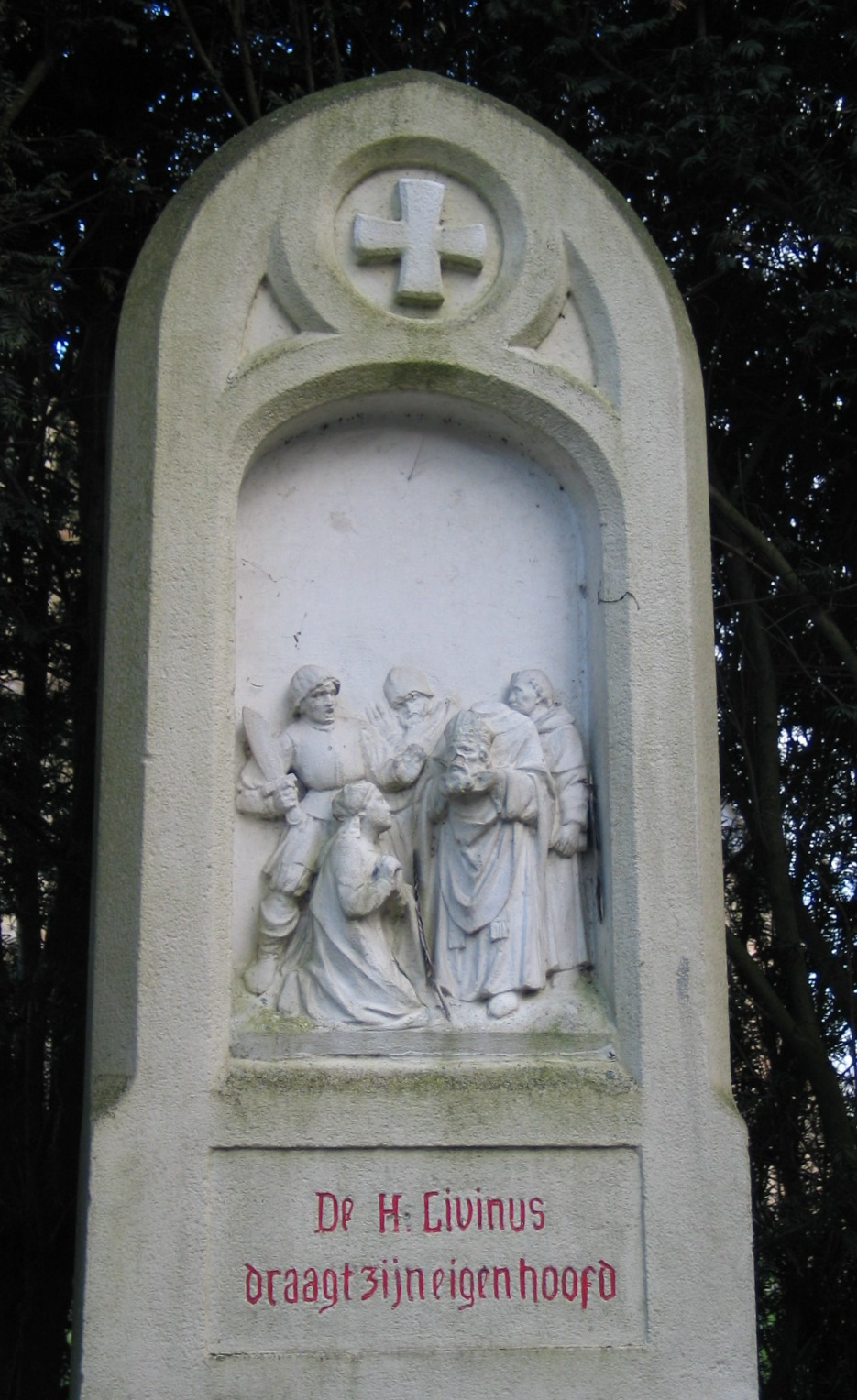
Tafereel uit het leven van Livinus, kerk van Elverdinge
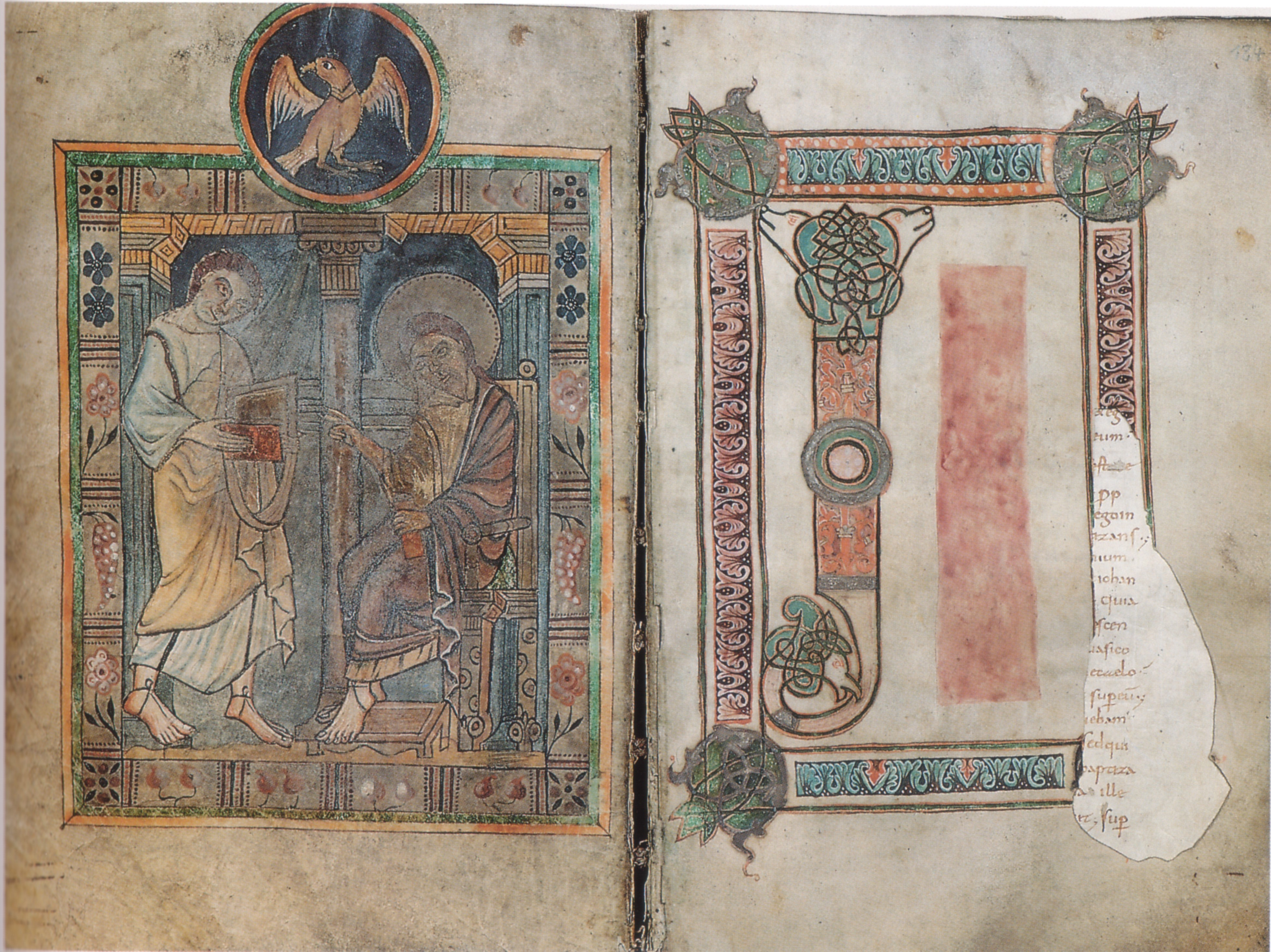
Livinus-evangelarium, St-Baafskathedraal, Gent
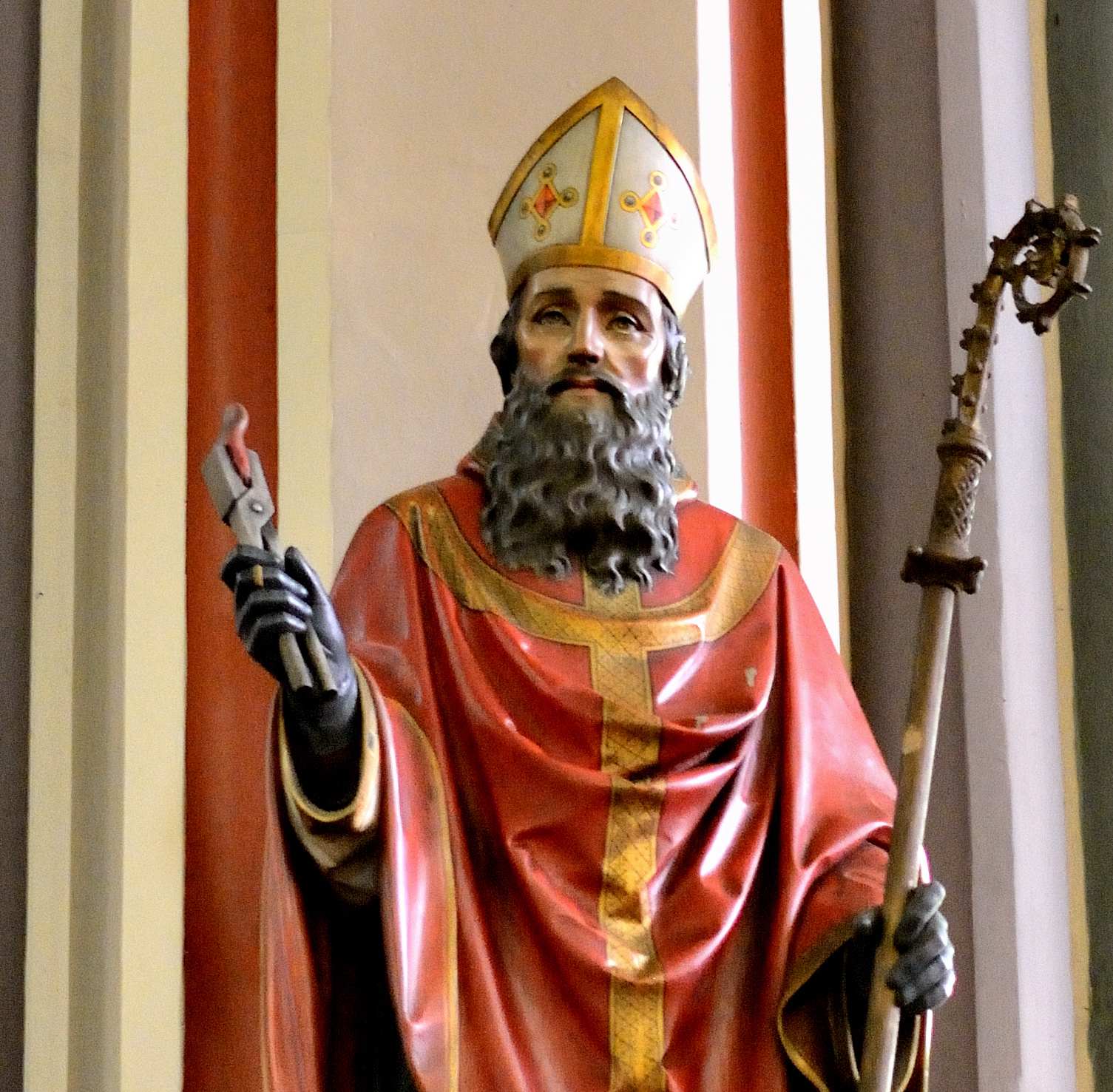
Beeld in de Sint-Lievenkerk te Ledeberg

### Gebouwen genoemd naar Sint-Lieven
In Gent zijn diverse bouwwerken naar Livinus genoemd: de (verdwenen) Sint-Lievenspoort, de Sint-Lievenstunnel en het Sint-Lievenscollege. Ook in Antwerpen is een school naar hem vernoemd onder impuls van haar oprichter, industrieel Lieven Gevaert. In zowel Sint-Lievens-Houtem als in Sint-Lievens-Esse staat een Livinus- of Sint-Lievenskapel. In Sint-Lievens-Houtem bevindt zich een tweede kapel gewijd aan Sint-Lieven in de zuidelijke romaanse toren van de parochiekerk, de Sint-Michielskerk. Van deze 11e-eeuwse dubbelkapel is de benedenkapel ingericht als martyrium waarin zich een grafmonument van Sint-Livinus uit 1465 en een houten Sint-Livinusbeeld bevinden. In Ledeberg is de Sint-Lievenkerk naar hem genoemd. In het Zeeuwse Zierikzee staat de Sint-Lievensmonstertoren. In Zeeuws-Vlaanderen ligt de Sint Lievenspolder.
In de Maastrichtse Sint-Servaasbasiliek was ooit een Livinuskapel, maar deze aan een kloostergang gelegen kapel is mogelijk al in de 17e eeuw gesloopt. De St-Ulrich-und-Levin-Kirche in de Duitse stad Maagdenburg is tijdens de Tweede Wereldoorlog verwoest.

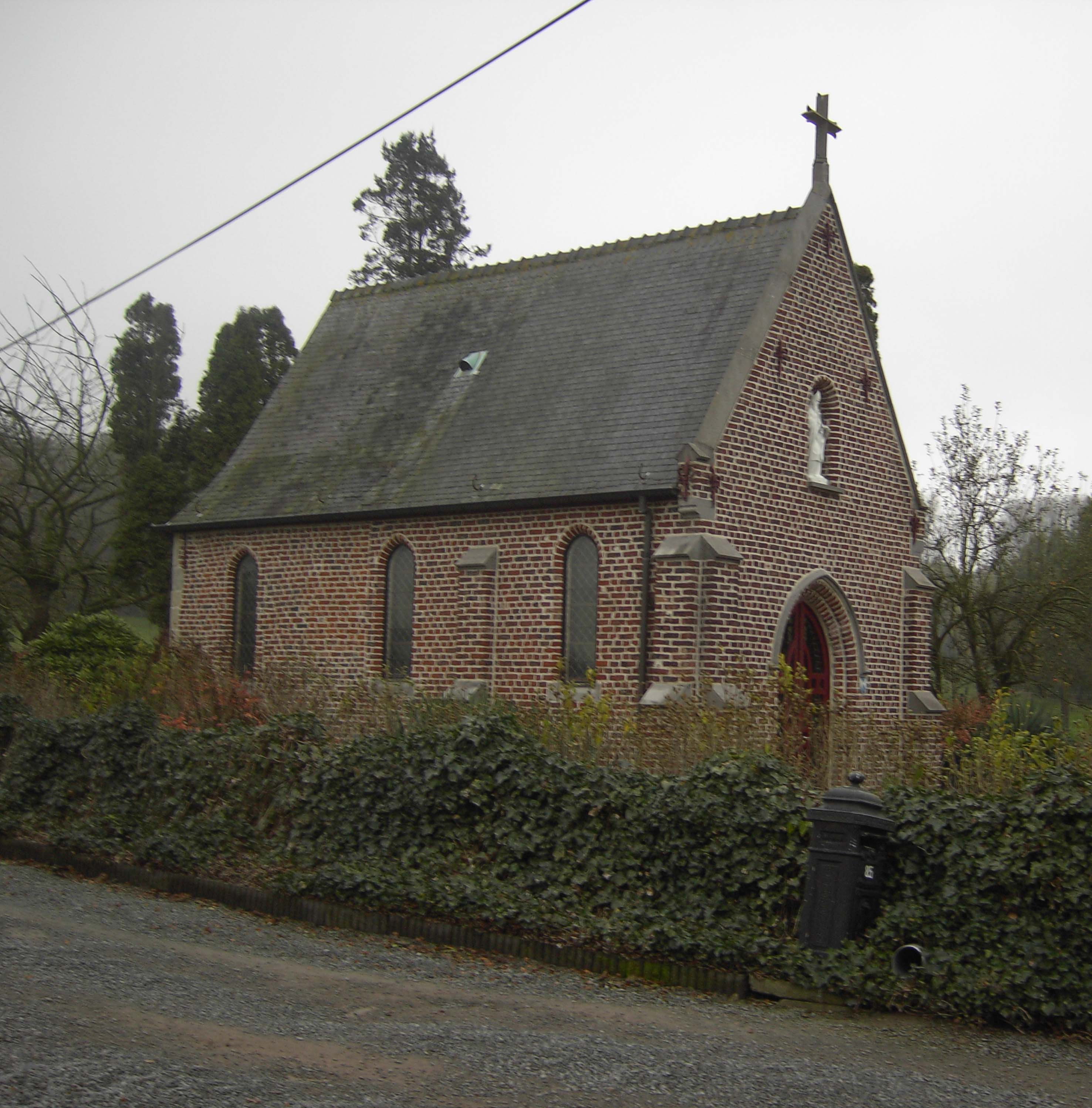
Livinuskapel, Sint-Lievens-Houtem
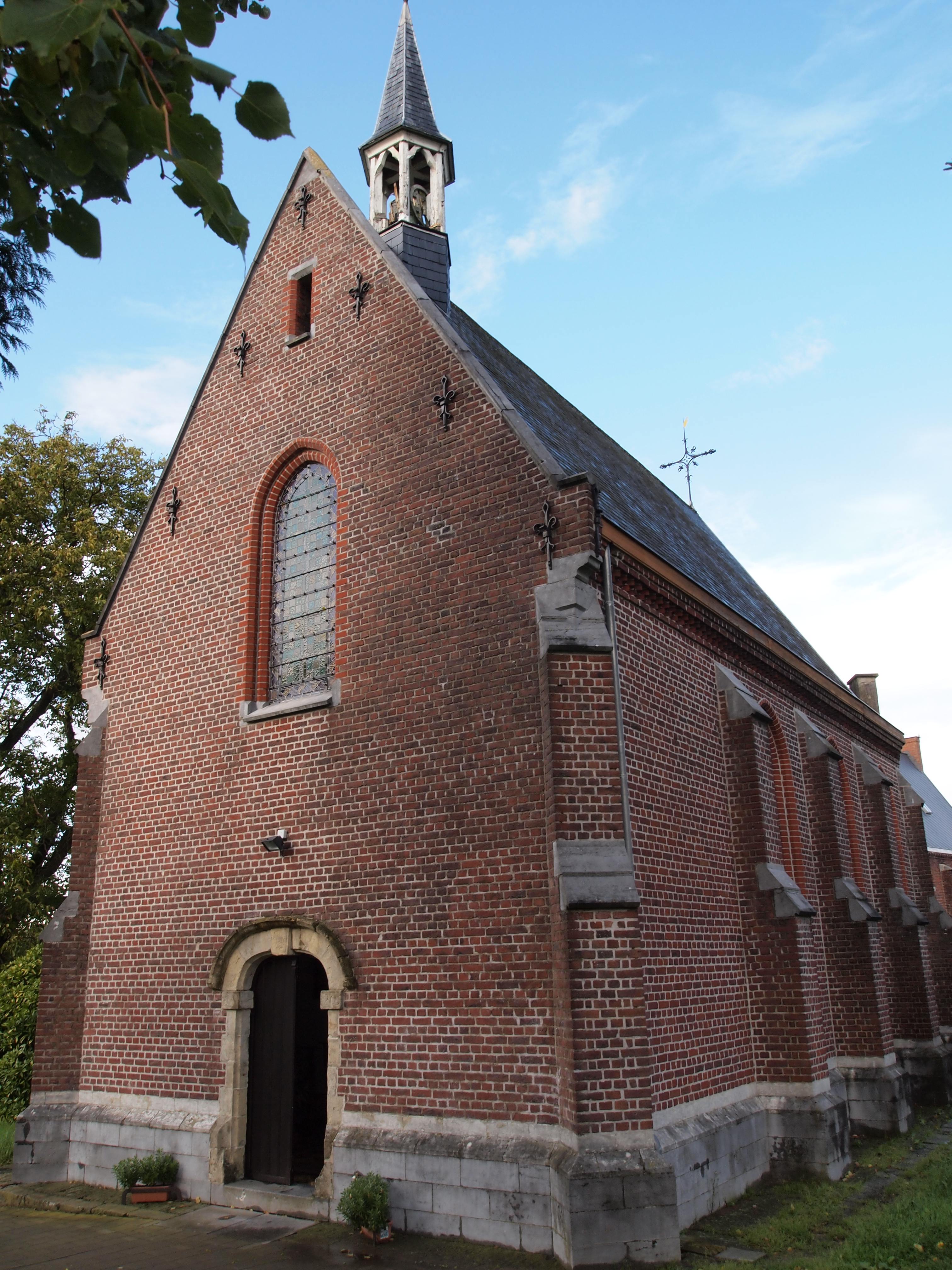
Sint-Lievenskapel, Sint-Lievens-Esse
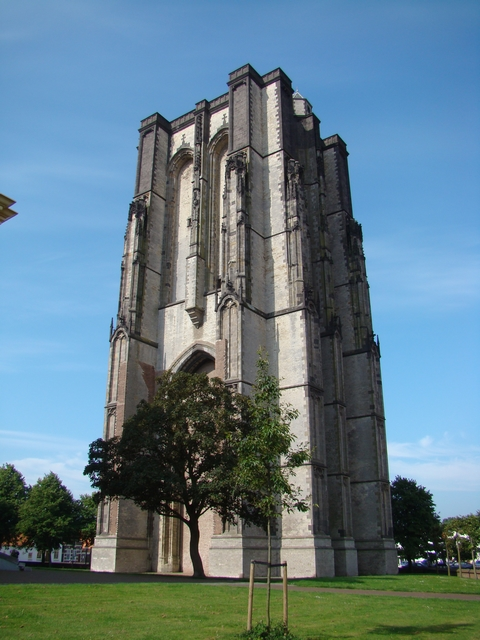
Sint-Lievensmonstertoren, Zierikzee
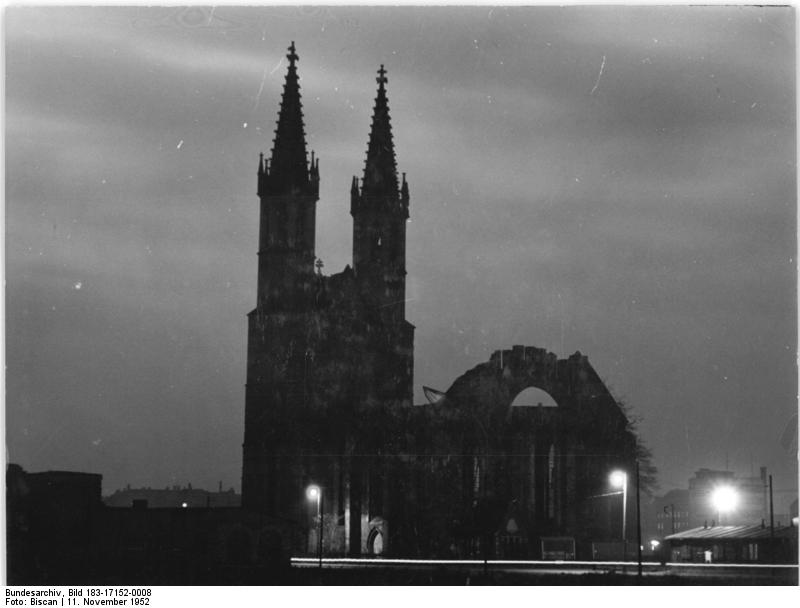
St-Ulrich-und-Levin-Kirche, Maagdenburg (verwoest)